# ناحیه پایتخت ملی (پاپوآ گینه نو)
ناحیه پایتخت ملی (به لاتین: National Capital District) یک استان در پاپوآ گینه نو است که در پاپوآ گینه نو واقع شده‌است. ناحیه پایتخت ملی ۲۴۰ کیلومتر مربع مساحت و ۳۶۴٬۱۲۵ نفر جمعیت دارد.